# Park Yong-ha
Park Yong-ha (coreano: 박용하; Seul, 12 de agosto de 1977 — Seul, 30 de junho de 2010) foi um ator e cantor sul-coreano. Ele cometeu suicídio aos 32 anos.
Park se tornou conhecido em diversos países asiáticos, principalmente no Japão, em 2002 por atuar no drama coreano Winter Sonata (Gyeoul Yeonga).
Ganhou em 2008, o Mnet 20's Choice Awards na categoria "Astro Global".